# Konstantin
Konstantin (bułg. Константин) – wieś w Bułgarii, w obwodzie Wielkie Tyrnowo, w gminie Elena. W 2024 roku liczyła 1101 mieszkańców.

## Osoby związane z miejscowością

### Urodzeni
- Iwan Tjutjundżiew (1956–2018) – bułgarski historyk